# Chrysopilus georgianus
Chrysopilus georgianus är en tvåvingeart som beskrevs av Hardy 1949. Chrysopilus georgianus ingår i släktet Chrysopilus och familjen snäppflugor. Inga underarter finns listade i Catalogue of Life.